# یتکساری
یَتْکَساری (به فنلاندی: Jätkäsaari) یک منطقهٔ مسکونی در فنلاند است که در هلسینکی واقع شده‌است. یتکساری ۱٫۱۶ کیلومتر مربع مساحت و ۱۴ ۱۵۹ نفر جمعیت دارد.